# Майк Парсон
Майкл Л. Парсон (англ. Michael L. Parson; нар. 17 вересня 1955, Вітленд, Міссурі, США) — американський політик-республіканець. 57-й губернатор штату Міссурі (з 1 червня 2018).
Навчався в Мерілендському університеті та в Гавайському університеті. Фермер у третьому поколінні.
Шериф округу Полк з 1993 до 2005, член Палати представників Міссурі з 2005 до 2011, сенатор Міссурі з 2011 до 2017. Обіймав посаду віцегубернатора Міссурі з 2017 до 2018 за губернатора Еріка Ґрейтенса.